# Across the Earth: Tear Down the Walls
Across the Earth: Tear Down The Walls (scritto anche [a_CROSS // the_EARTH] :: Tear Down The Walls in modo stilizzato) è il nono album live degli Hillsong United. In poche settimane l'album è balzato al 1º posto della categoria U.S. Top Albums Chart di ITunes ed ha raggiunto anche il 21º posto nella Billboard 200.

## Tracce CD
1. Freedom Is Here (Reuben Morgan) - 5:39
2. No Reason to Hide (Matt Crocker & Joel Houston) - 4:42
3. More Than Anything (Joel Davies & Braden Lang) - 3:53
4. King of All Days (Dylan Thomas) - 6:18
5. Desert Song (Brooke Fraser) - 4:40
6. Oh You Bring (Matt Crocker) - 7:02
7. Tear Down the Walls (Joel Houston & Matt Crocker) - 7:02
8. Soon (Brooke Fraser) - 5:47
9. You Hold Me Now (Reuben Morgan & Matt Crocker) - 8:27
10. Arms Open Wide (Sam Knock) - 6:17
11. Your Name High (Joel Houston) - 5:04
12. Yours Forever (Joel Davies & Braden Lang) - 3:39

fonti: 